# قرار مجلس الأمن التابع للأمم المتحدة رقم 1919
قرار مجلس الأمن التابع للأمم المتحدة رقم 1919 الذي اتخذ بالإجماع في 29 أبريل 2010، بعد أن ذكرت القرارات 1674 (2006)، 1894 (2009) بشأن حماية المدنيين في الصراعات المسلحة، 1612 (2005) و 1882 (2009) بشأن الأطفال في النزاعات المسلحة 1502 (2003) بشأن حماية موظفي المساعدة الإنسانية وموظفي الأمم المتحدة و1325 (2000) و 1820 (2008) و 1888 (2009) و 1889 (2009) بشأن المرأة والسلام والأمن، مدد المجلس ولاية بعثة الأمم المتحدة في السودان (UNMIS) حتى 30 أبريل 2011 بقصد تجديدها إذا لزم الأمر.

## القرار

### أعمال
بعد تمديد ولاية بعثة الأمم المتحدة في السودان حتى 30 أبريل 2011، طُلب إلى الأمين العام بان كي مون تقديم تقرير كل ثلاثة أشهر إلى المجلس بشأن تنفيذ ولايتها واتفاقية السلام الشامل. كانت التقارير الفصلية مطلوبة بالتفصيل عن العمل مع كلا الطرفين ومهام ما بعد الاستفتاء. وأعرب المجلس عن أسفه للنزاع والعنف المستمرين على الصعيد المحلي، ولا سيما في جنوب السودان، مشددا على أهمية البعثة في الاستفادة الكاملة من سلطتها وقدراتها على توفير الأمن المحسن للسكان المدنيين والأمم المتحدة أو موظفي المساعدة الإنسانية المعرضين لخطر العنف. وفي هذا الصدد، دعت البعثة إلى تنفيذ إستراتيجية لحماية المدنيين على نطاق البعثة وآليات حل النزاعات القبلية، بالإضافة إلى زيادة وجودها في مناطق النزاع الشديد.
وفيما يتعلق باستفتاءات عام 2011، طلب المجلس أن تكون البعثة على استعداد للاضطلاع بدور قيادي في الجهود الدولية لتقديم المساعدة لدعم الأعمال التحضيرية للاستفتاءات، بما في ذلك دور استشاري يتعلق بالترتيبات الأمنية. وقد أعرب الأمين العام عن قلقه لعدم إحراز تقدم في الأعمال التحضيرية للاستفتاءات. وسيتعين على البعثة أيضا تنفيذ ترسيم الحدود بين الشمال والجنوب فيما يتعلق ببلدة أبيي المتنازع عليها، وحل النزاعات في ولايتي جنوب كردفان والنيل الأزرق، وإنشاء استفتاءات ولجان استشارية وتقاسم الثروة. وكان هناك قلق بشأن القيود المفروضة على أنشطة البعثة في مناطق معينة، وفي هذا الصدد، تم حث جميع الأطراف على التعاون مع البعثة والسماح لها بحرية التنقل.
وتم التأكيد على حماية المدنيين والعاملين في المجال الإنساني، حيث إن الصراع في إحدى مناطق السودان سيؤثر على النزاع في منطقة أخرى. وحث القرار بعثة الأمم المتحدة في السودان وحكومة السودان على التعاون في عملية نزع السلاح وتعزيز قدرة السلطات المحلية على التعامل مع النزاعات البدوية. كما طُلب تعزيز سيادة القانون والمشاركة في إعادة هيكلة وتدريب الشرطة والتعاون مع الجيش الشعبي لتحرير السودان والقوات المسلحة السودانية في عملية نزع السلاح والتسريح وإعادة الإدماج. ولقي اعتزام الجيش الشعبي لتحرير السودان إطلاق سراح جميع الأطفال المرتبطين بقواته بحلول نهاية عام 2010، وعودة اللاجئين النازحين داخليًا.
وأخيراً، حث المجتمع الدولي على تقديم المساعدة المعنوية والمادية للسودان. وقال السفير السوداني لدى الأمم المتحدة إن القرار تضمن «عناصر إيجابية» وأن الحكومة ستعمل على تنفيذها. وقال الممثل الخاص للأمين العام هايلي منكيريوس إن التمديد ضروري لرصد «أوجه القصور» في الانتخابات.

## روابط خارجية
- نص القرار في undocs.org